# Grandel

Manschettenknöpfe und Anstecknadel in Silber mit Hirsch-Grandeln

Die Grandel oder Grandl ist ein jagdlicher Ausdruck, der unterschiedliche Trophäen bezeichnet:

## Cerviden (Hirschartige)
Grandel (oder Grandl) bezeichnet hier den Eckzahn von Wiederkäuern (in der Regel von Hirschen). Den meisten Wiederkäuern fehlen die Fangzähne im Oberkiefer und ebenso die Eckzähne; an ihre Stelle tritt eine Platte. Einige Arten der Cerviden (Hirschartigen), so z. B. Cervus elaphus (Rothirsch), weisen jedoch Eckzähne im Oberkiefer auf. Diese werden als Jagdtrophäen von Jägern dem Gebiss entnommen. Der Zahn wird schon seit dem Paläolithikum als Schmuck verwendet.

## Tetrao urogallus (Auerhahn)
Als Grandl bezeichnet der Waidmann auch eine Trophäe vom Auerhahn. Gemeint sind damit die ersten Federn vom Schwingenbug des Vogels.